# 일본지진학회
일본지진학회(일본어: 日本地震学会, 영어: Seismological Society of Japan)은 일본의 학회이다. 1880년에 설립되었다. 지진학에 관한 학리 및 그 응용에 관한 연구 발표, 지식의 교환, 관련 학회와의 연계를 실시하는 것으로, 지진학의 발전·보급을 도모하고, 일본의 학술 발전에 기여하는 것을 목적 하고있다.